# ニイタカビャクシン
ニイタカビャクシン（学名：Juniperus squamata）は、ヒノキ科ビャクシン属の常緑針葉樹の低木コニファー。

## 特徴
原種は、中国の湖北や福建、四川、雲南、貴州、および台湾の標高3000-4000mの高山帯、ヒマラヤ山脈やアフガニスタンに分布する。細根は少ないが、ハイネズと違って移植は困難ではない。葉は針状で密生し、枝は細かく分枝しやすい。多くの園芸品種があり世界的に栽培されている。挿し木で繁殖し、挿し木からの発根も良好とされる。ハイネズより若干高さが出る傾向があり、樹高は50cm程度で匍匐型に広く広がる品種が多いが、｢ゴールデン・ジョイ｣のような盃型品種や、｢メイリー｣のような高さ4mほどの広円錐形になる品種もある。

## 園芸品種

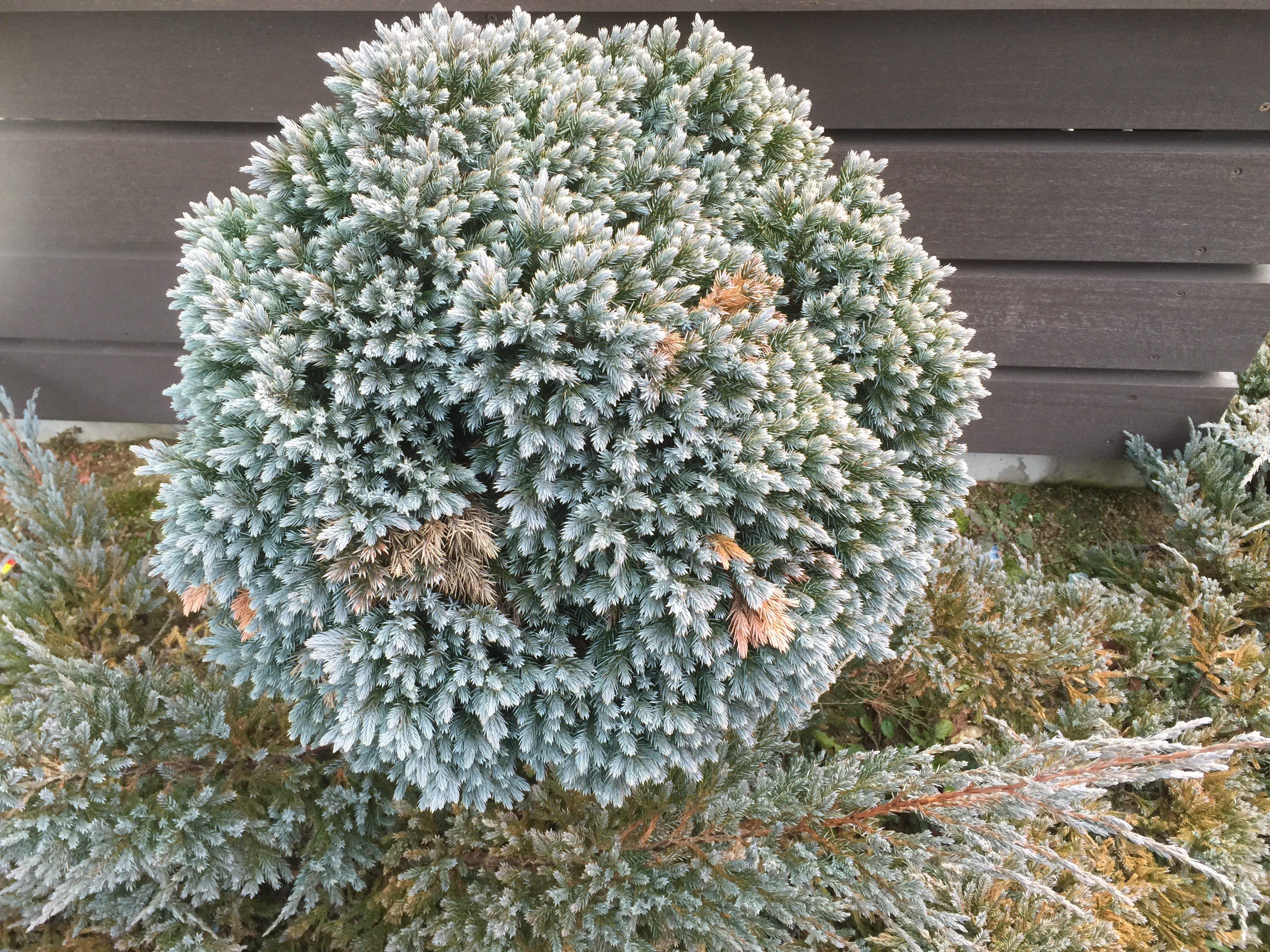
「ブルースター」のスタンダード仕立て。地面近くに見えるのは、ニイタカビャクシンのブルーカーペット

- Juniperus squamata 'Blue Carpet'  (ブルーカーペット）- メイリーの突然変異種[2]。春から秋にかけては葉は青緑から灰青色で、ブルーの発色が美しい品種[1]。冬は茶色-紫色を帯びる。日向を好み日光が不足すると葉の発色が不良となる[1]。逆さは最大で1m程度で[1]、雑草を抑える効果も優れる。直径2-3mに成長する[1]。鉢植えにする場合は水切れに配慮が必要。年間20-50cm伸び、総合的なキャラクターより日本でも広く匍匐型のコニファーとして広く流通している[1]。病害虫にも強い。針状の葉は硬く触ると痛みを感じる[1]。小枝は多数分枝する[1]。繁殖は挿し木。
- Juniperus squamata 'Blue star' (ブルースター）- メイリーの球形版のような品種[3]。淡青色の細い針状の葉が特徴。自然にで半円球に育つが、年間5-10cmしか成長しない[1]。繁殖は挿し木[1]。高さは30-50cm程度まで育つ[1]。冬季は若干茶色になるが[1]、ブルーカーペットほどではない。日光不足だと綺麗な葉色がでない[1]。
- Juniperus squamata 'Blue Cream Star' (ブルークリームスター）- 先端がクリーム色になるブルースター。
- Juniperus squamata 'meyeri' (メイリー）- 高さ4mほどの広円錐形になる品種[3]。葉色は銀青色から青緑色[3]。針葉は太くて硬く、小枝は密に分枝する。日陰では青みを増すが、日向を好む。
- Juniperus squamata 'Golden Joy' (ゴールデン・ジョイ) - 新芽は黄金色で夏にかけては緑色を帯びる[4]。成長は遅く年間10cm程度と遅い[4]。鉢栽培に向く[4]。特に欠点はない品種[4]。密に枝分かれして盃状となる[4]
- Juniperus squamata 'Dream Joy' (ドリーム・ジョイ) - 生育が早い。春-秋頃は黄金色で、冬は赤褐色となる。盃状に斜上に育つ。
- Juniperus squamata‘Holger'(ホルガー) - 枝はすべて斜上し盃型となり樹高1.5mほどに成長する[5]。針葉は細く触っても痛むほどではない[5]。葉色はブルースターよりやや青白い[5]。[3]
- Juniperus squamata‘Blue Spider'(ブルースパイダー) - ブルースターとブルーカーペットの中間と性質を持つ強健な品種。
- Juniperus squamata‘Chinese Silver'(チャイニーズ・シルバー) - 全高2ｍ、冬でも葉色は変わらない[2]。円錐形-広楕円形に成長する。やや暑さに弱い[2]。
- Juniperus squamata 'Prostrata'（プロストラータ）-

## ギャラリー

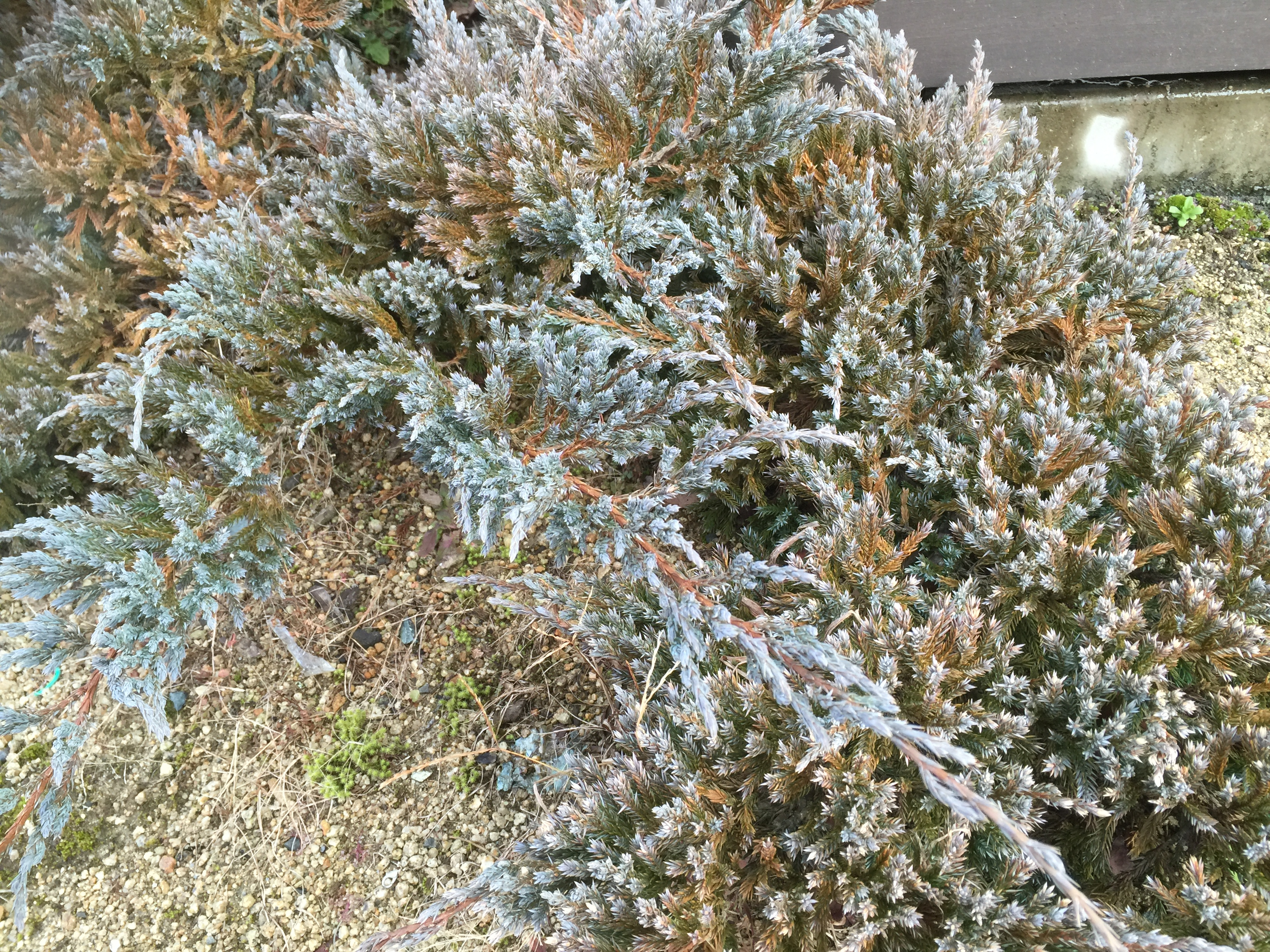
ブルーカーペット
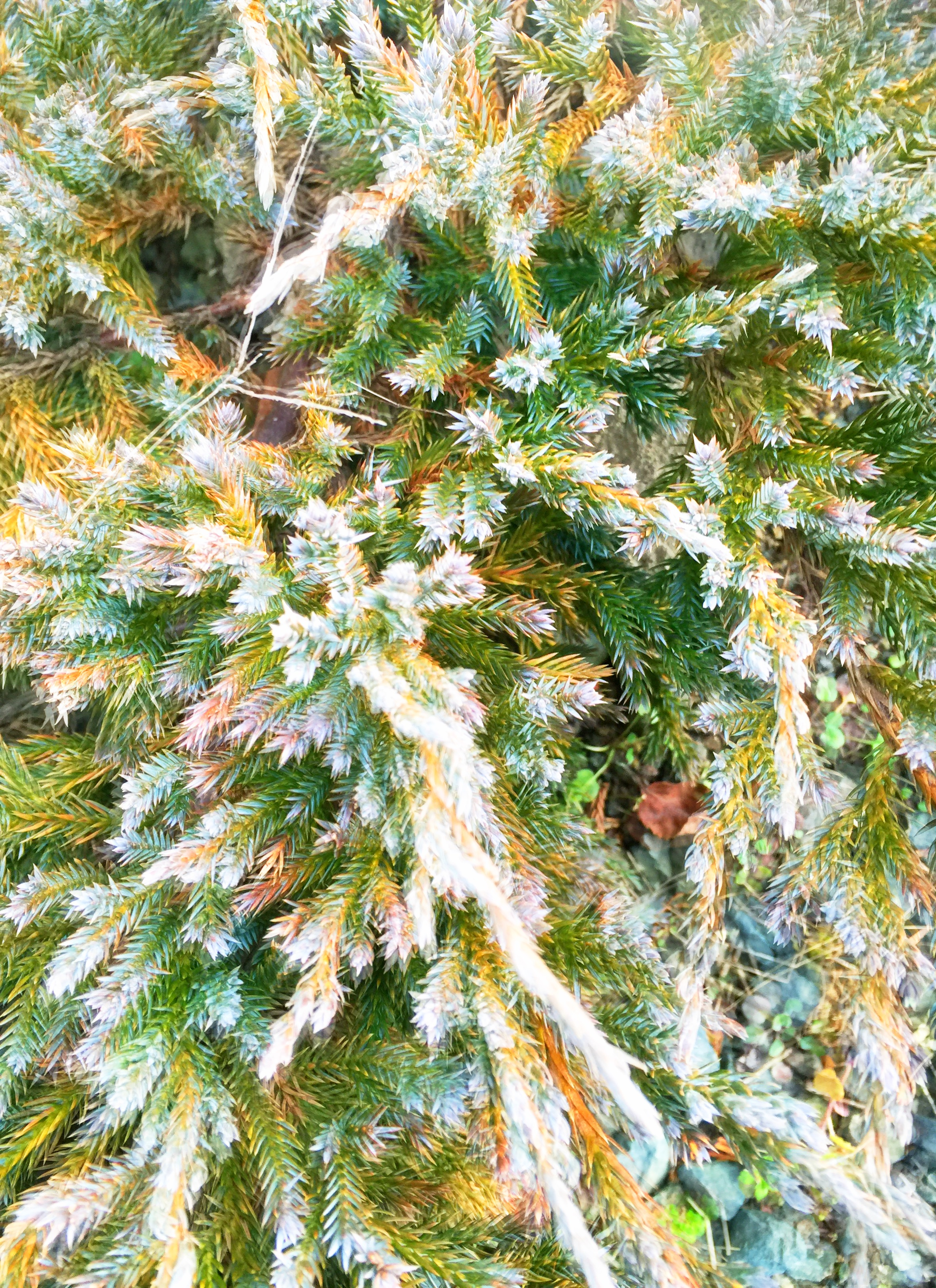
ブルーカーペットの葉
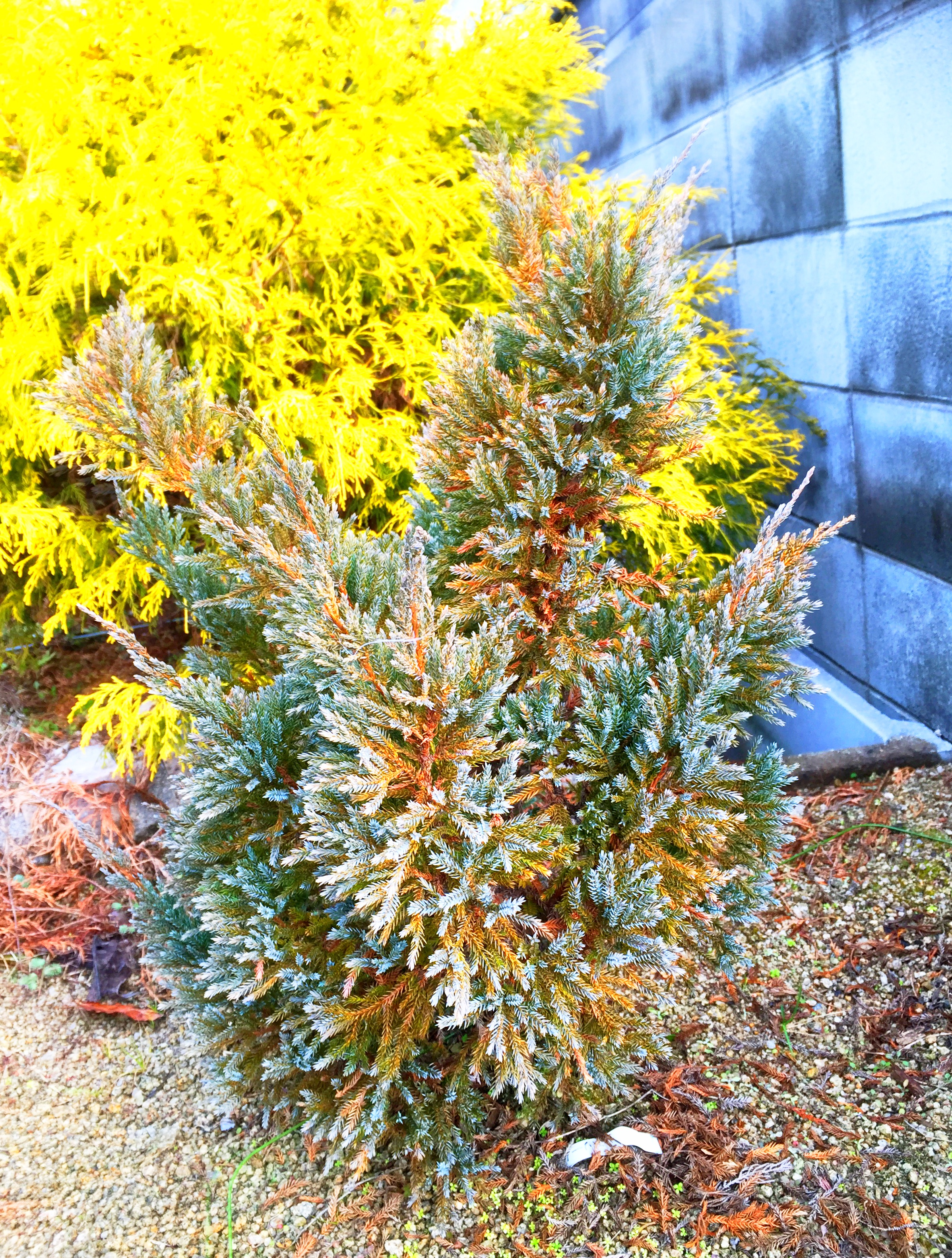
ドリーム・ジョイ
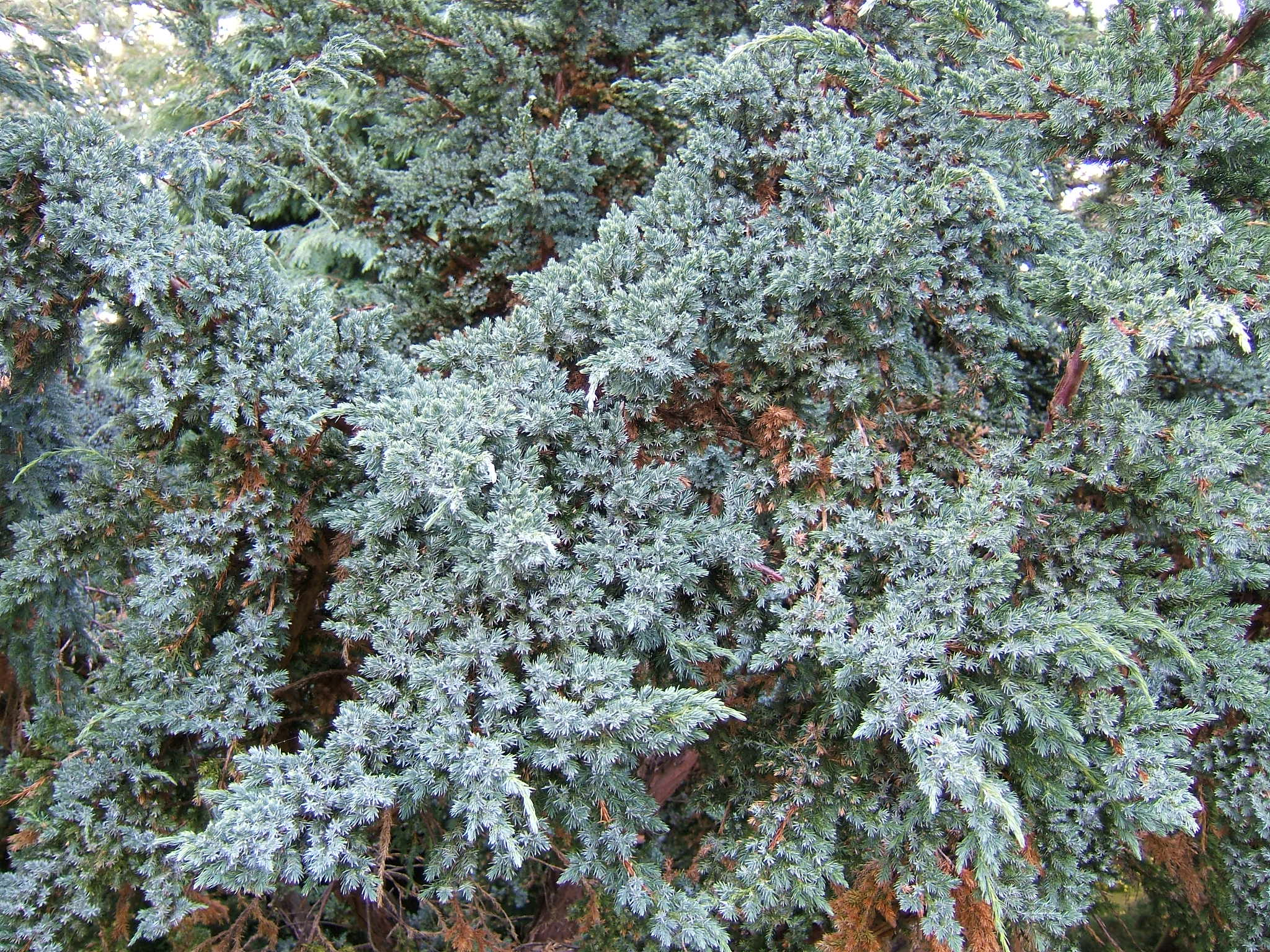
メイリー
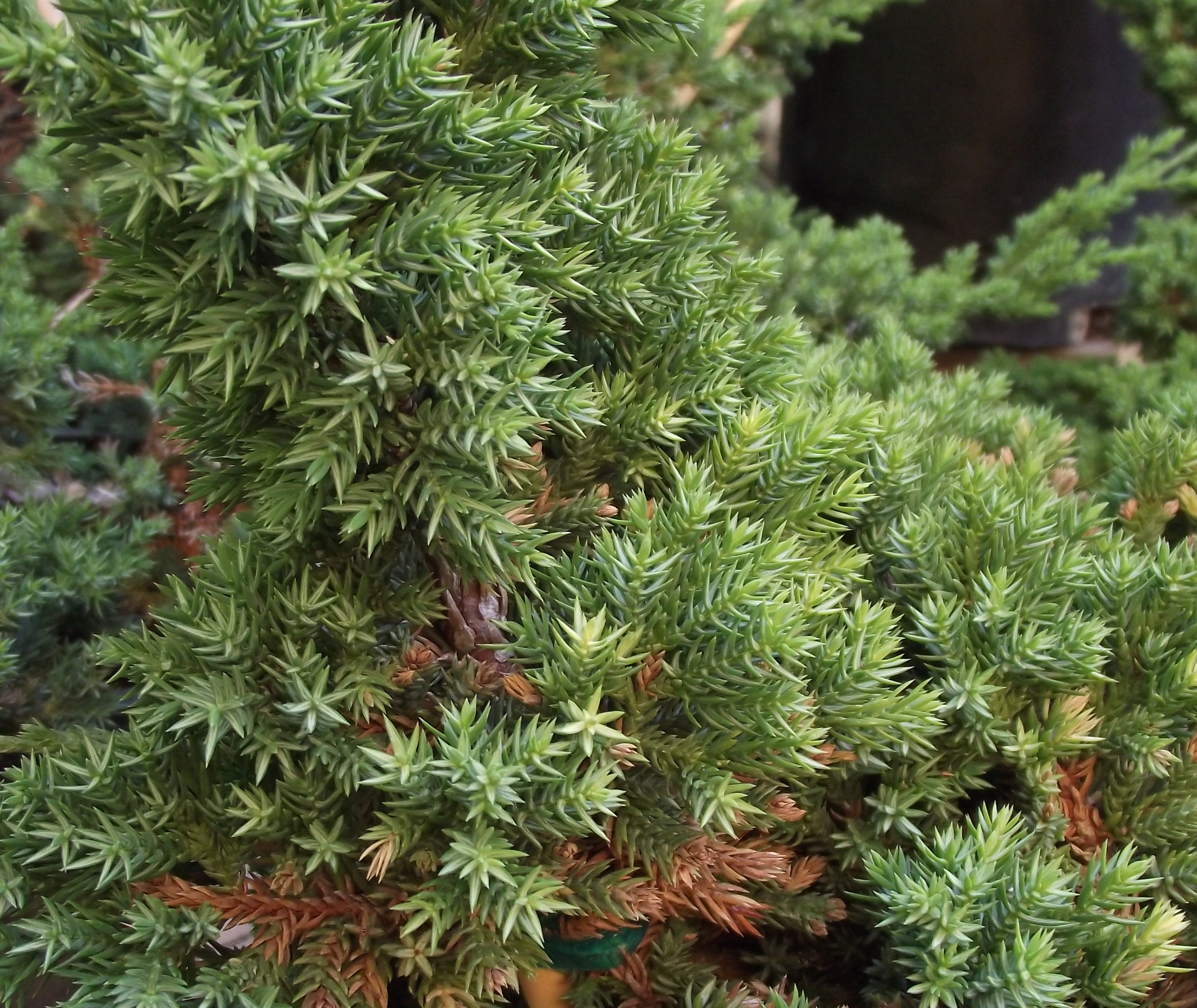
プロストラータ
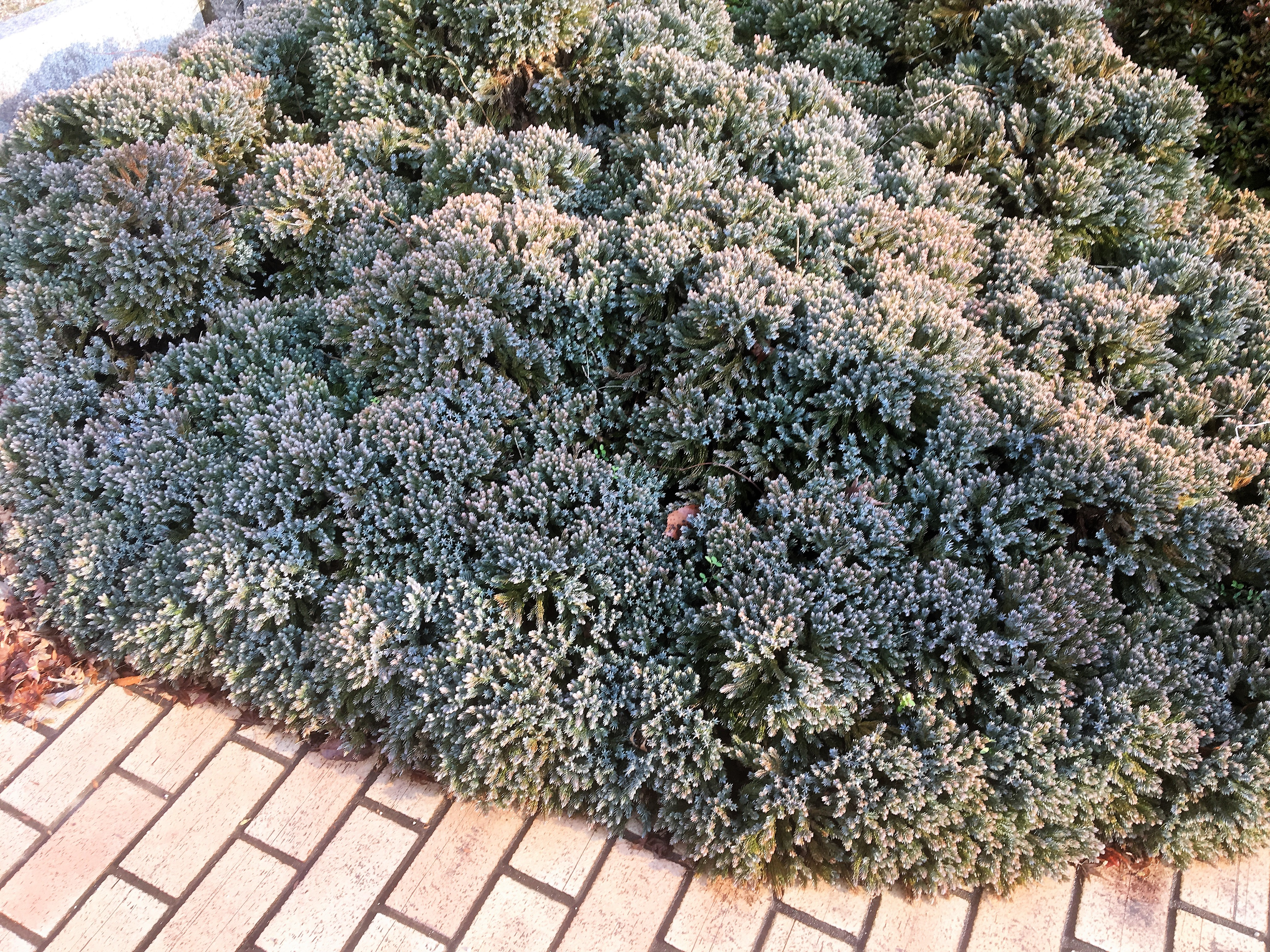
ブルースターの群生